# Junior Fernándes
Junior Fernándes, de son nom complet Antenor Junior Fernándes da Silva Vitoria, est un footballeur international chilien d'origine brésilienne, né le 4 octobre 1988 à Tocopilla. Il joue au poste d'attaquant au Manisa FK.

## Carrière en club

### CD Cobreloa
De parents brésiliens, Fernándes déménage de sa ville natale, Tocopilla pour aller à Calama à l'âge de six ans. Il fréquente l'école avec son frère Christian et y pratique le sport et la musique. Alors qu'il vit encore à Calama, il rejoint les équipes juniors de Cobreloa. Au cours de la saison 2006-2007, il intègre l'équipe B et joue pour la première fois de sa carrière au niveau professionnel en troisième division chilienne. Dans ce laps de temps, il partage sa maison avec Alexis Sánchez, son ami.
Plus tard, en 2007, il est envoyé en prêt à Mejillones.
Après la demande de l'entraîneur Lewis Sheldon, Fernándes rejoint l'équipe première de Cobreloa. Il fait ses débuts professionnels lors de la quatrième manche du championnat alors qu'il remplace l'attaquant Felipe Flores lors d'un match qui se conclut par une victoire 2-1 face à La Serena. Sa première titularisation est pour un match contre Melipilla, qui se termine par une victoire 5-1, avec notamment un but de Junior Fernándes.
Il quitte le club en 2010 après avoir disputé 44 matchs et marqué un but avec son club formateur.

### Magallanes
En 2010, il est recruté par le Deportes Magallanes. Il remporte le championnat et est désormais promu en Primera B. Ses performances exceptionnelles attirent les convoitises de plusieurs clubs chiliens. 
Dès sa première saison, il quitte le club grâce à des performances de très bonne qualité, après avoir joué 20 matchs et marqué 19 buts.

### Palestino
En 2011, il signe au Club Deportivo Palestino, et y réalise suffisamment de très bonnes performances pour être appelé en sélection chilienne.
Un an après son arrivée, il quitte le club pour rejoindre l'une des meilleures équipes du Chili, l'Universidad de Chile. Il a un score de 37 matchs et 10 buts avec le Club Deportivo Palestino lors de son départ.

### Universidad de Chile
En 2012, il rejoint l'Universidad de Chile. Le 2 décembre 2011, le Club Deportivo Palestino obtient l'accord sur la vente de Fernándes qui est de 50 % de son passage avec un transfert 700 000 euros à l'Universidad de Chile. L'objectif est de gagner le tournoi Apertura 2012, dans l'espoir que l'équipe va jouer la Copa Libertadores l'année suivante. 
Le 5 décembre, il est présenté dans les bureaux de « The Blues », et sait désormais qu'il va porter le maillot no 9. Fernándes fait ses débuts pour le club, lors d'une victoire 3-1 face à Deportes La Serena le 4 février 2012. 
En championnat, il marque cinq buts. Fernándes marque un triplé lors d'une victoire 4-0 face à Colo-Colo le 24 juin 2012. Ailleurs, en Copa Libertadores, Fernándes marque un triplé et permet à son club de gagner 5-1 face au Godoy Cruz. Il marque également un doublé lors d'une victoire 6-0 contre le Deportivo Quito. 
Lors de la fin de la saison, il attire les convoitises de plusieurs clubs européens, dont le Bayer Leverkusen, qui le recrute en juillet 2012. Il totalise 23 matchs et 11 buts avec l'Universidad de Chile.

### Bayer Leverkusen
Le 6 juillet 2012, il signe un contrat de cinq ans en Bundesliga au Bayer Leverkusen en échange de 5 millions d'euros. Fernándes fait ses débuts pour le club lors du premier tour de la coupe d'Allemagne, la DFB Pokal. Le match se termine sur le score de 4-0 face au Carl Zeiss Jena. Sept jours plus tard, il fait ses débuts en tant que remplaçant en Bundesliga lors d'une défaite contre Francfort sur le score de 2-1. Toutefois, à sa première saison, Junior Fernándes manque de temps de jeu et ne marque qu'un seul petit but. Il est par la suite prêté au Dinamo Zagreb. 
En 2014, alors qu'il est censé revenir, Fernándes signe un contrat de 6 ans avec le Dinamo Zagreb.

### Dinamo Zagreb
Le 26 mai 2013, Fernándes est prêté pour un an au club croate du Dinamo Zagreb. Il réalise une très bonne saison en Croatie, avec 19 buts pour 46 matchs.
Le 23 avril 2014, après la fin de son prêt, Fernándes signe un contrat de six ans avec le Dinamo Zagreb. Sa première saison en tant que joueur officiel du Dinamo est moyenne : il n'inscrit que 5 buts en 21 matchs de championnat.
Le 16 septembre 2015, il marque son premier but en Ligue des Champions de la saison face à Arsenal. Le Dynamo Zagreb réalisera l'exploit et l'emportera 2 buts à 1.

## Carrière internationale
Fernándes est convoqué pour la première fois en 2011, à l'âge de 23 ans, pour affronter le Paraguay. Il débute en tant que titulaire et réalise un match complet en jouant 86 minutes de jeu. Le Chili l'emportera 3 buts à 2.
Il participe souvent aux matchs amicaux de l'équipe nationale du Chili au cours de la seconde moitié de l'année 2011. 
Il débute en équipe nationale le 11 septembre 2012, lors d'un match de qualification pour la Coupe du monde 2014 contre la Colombie. Il est par la suite rarement sélectionné et compte désormais 10 sélections, depuis 2011.

## Palmarès
- Deportes Magallanes
  - Champion de 3e division chilienne en 2010.

- Universidad de Chile
  - Vainqueur du Tournoi d'Ouverture du Chili en 2012.

- Dinamo Zagreb
  - Vainqueur du Championnat de Croatie en 2014, 2015 et 2016.
  - Vainqueur de la Coupe de Croatie en 2015 et 2016